# Документні систематичні класифікації
Докуме́нтні системати́чні класифіка́ції — ці системи використовуються для організації систематичних каталогів і картотек, для систематичної розстановки документів на полицях, для групування відомостей про документи в бібліографічних посібниках, обліку виданих і придбаних документів тощо. Саме систематичний порядок організації документного фонду та довідкового апарату до нього дає змогу задовольнити більшість інформаційних запитів, оскільки відповідає галузевій побудові народного господарства, освіти на інших сфер діяльності людини.

## Поняття про документну систематичну класифікацію (ДСК)
Документні класифікацій поділяються на систематичні та предметні.
Систематизація — один з найдавніших і найпоширеніших методів їхньої аналітико-синтетичної обробки, оскільки вона відповідає потребам людей у поділі знань за галузевою ознакою, диференціації наукових знань. Під систематизацією розуміють визначення класифікаційного індексу документа відповідно до його змісту за таблицею певної системи класифікації. Таким чином, можна сказати, що при систематизації здійснюється переклад ознак змісту документів з природної мови на штучну мову класифікаційних індексів певної систематичної документної класифікації. Якість систематизації, точність визначених пошукових образів документів, а також якість інформаційно-пошукових систем, побудованих на основі систематичних класифікацій, залежить перш за все саме від якості й можливостей класифікації.
Основна мета документної класифікації — забезпечити зберігання і пошук інформації, сприяти вивченню накопичених людством знань, культурному розвиткові суспільства.
Виходячи з розбіжності в об'єктах і меті, документні класифікації мають певні відмінності від класифікації наук. Документна класифікація має лінійну форму: всі класи, підкласи та дрібніші ділення мають бути подані в лінійній послідовності, саме так розташовуються документи на полицях і бібліографічні записи в пошуковому масиві.
Лінійність документної класифікації призводить до умовності у прийнятті рішень щодо місця деяких наук, що виникли на межі двох або більшої кількості наук.
У документних класифікаціях створюються комплексні класи, які виходять за межі однієї науки, чого немає в класифікації наук. Це пов'язано з особливостями запитів користувачів та особливостями змісту окремих видань.
Документні класифікації можуть мати класи для літератури універсального змісту (енциклопедії, довідники загального характеру тощо), а також ділення за ознаками форми документів (нотні видання, бібліографічні покажчики тощо), призначення (дитяча література), поза наукові ділення (художня література).
Документні класифікації втілюються в різноманітних системах класифікації. Система класифікації — це впорядкований перелік класів, підкласів і дрібніших ділень, в основі якого лежить певна класифікація наук. Виходячи з цього, визначається місце для кожної науки, теми, проблеми тощо.
Систематичні класифікації будуються на основі класифікації наук. Класифікація наук визначає місце кожної науки в загальній системі наукових знань, зв'язок усіх наук.
Систематичні класифікації є ІПМ у систематичному індексуванні. У бібліотечній справі та бібліографії їх називають бібліотечно-бібліографічними.
У документих систематичних класифікаціях головною основою поділу виступають галузі знання, науки, а документи розподіляються за галузями знань відповідно до змісту.

## Типи ДСК
Систематичні класифікації поділяються на ієрархічні та фасетні. В основу ієрархічних класифікацій покладено дві логічні операції: поділ обсягу понять і впорядкування понять, створених унаслідок поділу. Завдяки цим операціям між класами виникають відношення підпорядкування і співпідпорядкування. Уся сукупність знань поділяється на основні класи за галузями знань. Класи, у свою чергу, поділяються на відділи для окремих наук, дисциплін, відділи — на ще дрібніші ділення тощо. Для наочного уявлення про структуру такої класифікації прийнято використовувати геометричну фігуру «граф», яка складається з крапок і відрізків, що з'єднують їх.
Суцільні лінії відтворюють відношення підпорядкування, а пунктирні — співпідпорядкування. Ієрархічні класифікації, У свою чергу, поділяються на перелічувальні та комбінаційні. У перелічувальних системах наведені абсолютно всі ділення до яких можуть бути зараховані документи. Тому завданням систематизатора є вибір ділення, що найбільшою мірою відповідає змісту документа. Недоліком досить деталізованої перелічувальної класифікації є її великий обсяг, неможливість передбачити всі теми і питання, яким присвячені документи. Такі класифікації в наш час використовуються, головним чином, для систематизації окремих видів документів (патентних, зі стандартизації тощо), у книготорговельній, видавничій діяльності.
У комбінаційних класифікаціях систематизатор має змогу самостійно створювати певні ділення завдяки винесенню в окрему групу понять, що характеризують типові ознаки документів.
Більшість сучасних документних класифікацій є комбінаційними. Вони компактніші за перелічувальні, дають широкі можливості для багатоаспектного відображення документів, забезпечують потрібну глибину індексації [11, C. 9].
Фасетні класифікації- це класифікаційні системи, в яких комбінаційний принцип набуває найвищого розвитку. В цих системах діленнями виступають не можливі теми документів, а окремі поняття, терміни, які використовує певна наука, галузь практичної діяльності тощо. На основі конкретних ознак окремі поділи об'єднуються у фасети, а вони, в свою чергу, — в категорії. Здійснюючи систематизацію за такими класифікаціями, доводиться розбивати тему документа на окремі поняття, розшукувати поділи, що відповідають їм, ділення, а потім поєднувати їх, створюючи новий, що відповідає темі документа. Фасетні класифікації дають змогу відобразити в індексі зміст творів будь-якої складності; вони полегшують багатоаспектне відображення документів; їхній обсяг значно менший; вони особливо придатні для використання в автоматизованих ШС. Проте користуватися ними важче, ніж комбінаційними Тому в основному складають і використовують галузеві фасетні класифікації. На основі принципів фасетної класифікації вдосконалюють також існуючі комбінаційні системи.

## Організація, будова ДСК
Системи класифікації для зручності в практичному використанні оформляють у вигляді таблиць класифікації. Таблиці́ класифікації — це практичний посібник для систематизаторів, у якому розкриваються принципи побудови та зміст певної класифікаційної системи. Вони призначені для визначення місця конкретного документа в процесі впорядкування документів у логічній послідовності, зв'язку і співпідпорядкування згідно з ознаками змісту, форми, читацького призначення.
Перелічувальні таблиці класифікації складаються з двох частин: основної таблиці та абетково-предметного покажчика до неї. Комбінаційні класифікації складаються з трьох частин: основної таблиці, допоміжних таблиць (таблиць типових ділень), абетково-предметного покажчика до перших двох.
Основні таблиці — це систематичний перелік усіх класів, підкласів та дрібніших ділень класифікації, які в таблицях називаються класифікаційними діленнями. Кожне класифікаційне ділення складається з класифікаційного індексу́ і словесного формулювання, в разі необхідності до нього можуть належати методичні вказівки, до яких входить і довідково-пошуковий апарат. Класифікаційний індекс — це умовна позначка ділення класифікації. Саме індекси виступають лексичними одиницями інформаційно-пошукової мови документних систематичних класифікацій, за їхньою допомогою відображають пошукові образи документів.
Система і сукупність позначень, прийнята для документної класифікації, називається індексацією. Вона виконує кілька основних функцій: закріплює логічну структуру класифікації, виступає засобом зв'язку між діленнями таблиць, рубриками АПП, відділами на книжкових полицях при систематичній розстановці, засобом запису результатів систематизації в бібліографічних записах, у самих виданнях тощо. До індексації ставляться певні вимоги: відношення підпорядкування і співпідпорядкування між різними діленнями мають бути зрозумілими споживачам; індекси мають бути максимально короткими і легко запам'ятовуватися, зручними для написання і мовлення; індексація має забезпечувати введення понять у потрібному місці класифікації, тобто має бути гостинною [6, C. 158].
Індексація́ розрізняється за індексаційною базою і за способом побудови. За індексаційною базою, тобто за сукупністю використаних знаків, індексація може бути однорідною (літерною або цифровою) і змішаною (одночасно використовуються літери і цифри). Змішана індексація вважається зручнішою, оскільки її індекси коротші і легше запам'ятовуються.
За побудовою індексація може бути структурною (ступінчастою, логічною) і неструктурною. Структурна індексація відповідає логічній структурі́ класифікації. Кожний детальніший індекс має на один знак більше, ніж загальніший, тобто, якщо перші ділення класифікації мають однозначні індекси, то ділення другого ступеня — двозначні, третього — тризначні і т. д. У так званій виразній структурній індексації кількість знаків у індексі відповідає ступеню класифікації. Ступінчасті цифрові індекси називаються десятковими. У більшості сучасних класифікаційних систем використовується структурна індексація, але з послабленою виразністю, тобто в ній допускаються порушення в розглянутому порядку побудови індексів (57 Біологія, 58 Ботаніка, 59 Зоологія), щоб скоротити кількість знаків у них. Послабити виразність індексації допомагають спеціальні прийоми. Один з них — октавний метод. Сутність методу в тому, що на будь-якому ступені класифікації може створюватися необмежена кількість ділень завдяки тому, що перші вісім позначаються цифрами від 1 до 8, а наступні індекси цього ж ступеня мають попереду 9, далі кількість знаків необмежена, тобто 91, 92… 98, а далі 991… 998. Усі ці індекси позначають ділення одного ступеня, співпідпорядковані поняття. Інший спосіб — метод подвоєння або групової індексації. Використовуючи його, в окремих випадках не застосовують індекси від 0 до 9, а одразу беруть від 00 до 99.
Структурна індексація відображає структуру класифікації, її індекси мнемонічні (легко запам'ятовуються), легко скорочуються і, навпаки, деталізуються залежно від потреб пошукового масиву Неструктурна індексація виявляє порядок ділень, але не відображає їхнього підпорядкування. Неструктурна індексація має свої різновиди. У номерній (порядковій) індексації ділення таблиць мають порядкові позначення (36 Математика, 37 Арифметика, 38 Геометрія). У сучасних класифікаційних системах номерна індексація майже не використовується, хоча вона має певні переваги: короткі індекси, простота введення нових ділень у будь-якому місці таблиці. У зарубіжних галузевих класифікаціях використовують так звану ретроактивну індексацію, її суть у використанні однієї частини індексів для деталізації іншої (f Марші, h Сюїти, р Духові інструменти, pf Марші для духових інструментів, ph Сюїти для духових інструментів).

## Історія розвитку ДСК
Сучасна наука має відомості про те, що документні систематичні класифікації виникли в глибоку давнину. Як тільки появилися досить великі за обсягом зібрання творів, виникла потреба їх систематизувати. Оскільки протягом багатьох століть документи зберігалися в бібліотеках, саме бібліотечно-бібліографічні класифікації пройшли найдовший шлях розвитку, їхні здобутки широко використовуються в наш час різними галузями документних комунікацій.
Відомо, що ще 3000-2500 років до н. е. в Африці, а пізніше і в Азії існували бібліотеки з великими фондами, які групувалися за змістом. Про це свідчить перелік книг, вигравіруваний на стіні бібліотеки храму в Едфі (Стародавній Єгипет), де книги згруповано за темами. Вважають, що і в бібліотеці ассирійського царя Ашшурбаніпала (VII ст. до н. е.) книги систематизували за змістом. У III ст. до н. е. грецький вчений Каллімах у своїх «Таблицях тих, що уславилися з усіх галузей знань, і того, що вони написали у 120 книгах» згрупував матеріал у діленнях: епос, лірика, історія, філософія тощо.
Розвиток науки, культури, виробництва, книгодрукування, бібліотечної справи в другій половині XIX ст. вимагав створення нових класифікаційних систем, які давали б змогу вводити нові науки, теми, поняття до системи без її докорінної переробки; щоб їх можна було застосовувати в більшості бібліотек і вони були зрозумілі читачам [3, C. 200].
На початку 90-х років XIX ст. була опублікована «Розтяжна класифікація» американського бібліотекознавця Ч. Кеттера. Ч. Кеттер вважав, що бібліотечно-бібліографічна класифікація має бути науковою, а основою розташування ділень має стати еволюційний розвиток природи. Хоча Ч. Кеттер розумів і застосовував еволюційний розвиток спрощено, ділення в основних розділах його класифікації розміщені більш логічно, ніж в інших системах того часу: зближено відділи історії та суспільних наук, мовознавства і літератури, медицину виділено з відділу прикладних наук, розділено відділи будівництва і промислового виробництва. Важливим нововведенням було застосування допоміжних таблиць — таблиць типових ділень (форми і географічних), тобто класифікація Ч. Кеттера стала першою комбінаційною системою. Щоб класифікацію можна було використовувати в бібліотеках із різним обсягом фондів, Ч. Кеттер розробив сім її варіантів різних ступенів деталізації: до першого входили лише 11 великих відділів, і він призначався для бібліотек з незначними фондами; сьомий розрахований на бібліотеки з багатомільйонними фондами [1].
У 1895 р. з ініціативи бельгійських учених П. Отле і А. Лафонтена відбулася Міжнародна бібліографічна конференція, згідно з постановою якої створено дві міжнародні організації, які згодом об'єдналися: Міжнародне бюро бібліографії та Міжнародний бібліографічний інститут (МБІ). Міжнародне бібліографічне бюро мало грандіозне завдання скласти міжнародний бібліографічний репертуар на друковану продукцію всіх країн, усіма мовами за всі часи книгодрукування. Для впорядкування матеріалу в такій капітальній бібліографічній праці потрібна була розгорнута класифікаційна система. Було вирішено використати Десяткову класифікацію як найбільш деталізовану, здатну до подальшого розгортання, з досить високим науковим рівнем, зі зручною і зрозумілою індексацією, незалежною від мови [16].
У 1897 р. Міжнародний бібліографічний інститут здійснив скорочене видання десяткової класифікації, яке було доповнено географічними й формальними визначниками. У 1899–1905 pp. вийшли з друку повні таблиці класифікації в 35 випусках, розраховані на застосування в бібліотеках і бібліографічних посібниках і відомі як брюссельський варіант Десяткової класифікації.
Міжнародний бібліографічний інститут з 1937 р. перетворено в Міжнародну федерацію з документації (МФД), саме вона надалі займалася розробкою і вдосконаленням УДК протягом XX ст. Вона має право видання так званих еталонних таблиць, право вносити зміни й доповнення до системи. У 1991 р. було створено Консорціум УДК (УДК К), куди увійшли видавці УДК й МФД.
На початку XX ст. помітним явищем стала класифікація, розроблена відомим бібліографом М. О. Рубакіним для його визначної бібліографічної праці «Серед книг». Він вважав, що порядок розділів у бібліотечно-бібліографічній класифікації має відповідати послідовності вивчення читачами наук у процесі самоосвіти. У класифікації детально розроблені розділи суспільних наук, оскільки саме відносини в суспільстві М. О. Рубакін вважав найбільш близькими для читачів. Для бібліотечної практики система виявилася не дуже зручною через відсутність індексів, велику кількість занадто детальних ділень, брак чітких ступенів ділення, багатослівні описові назви розділів [9, C. 49].
Слід зазначити, що за часи існування СРСР українські установи документальної сфери використовували в основному класифікаційні системи загальносоюзного значення, хоч і брали участь у створенні їх. Так, великі державні бібліотеки України рецензували, випробували ББК, давали свої зауваження і пропозиції, створювали національні варіанти окремих розділів (історія України, українська література тощо). Це стосується не тільки бібліотечно-бібліографічних, а й інших систематичних документних класифікацій [1].
У наш час актуальною є проблема пристосування різноманітних документних класифікацій, що використовуються в Україні, до потреб установ нашої країни. Відповідні методичні центри налагоджують зв'язки з міжнародними організаціями, здійснюють видання національних варіантів систем класифікацій, намагаються організувати методичну допомогу низовим установам щодо впровадження їх. Певні кроки в цьому напрямі зробила Книжкова палата України, Національна парламентська бібліотека України та інші установи.

## Найвідоміші ДСК
На сьогоднішній час найвідомішими документними систематичними класифікаціями є: Бібліотечно-бібліографічна класифікація, Десяткова класифікація М. Дьюї, Універсальна десяткова класифікація, Міжнародна патентна класифікація та ін.

### Бібліотечно-бібліографічна класифікація (ББК)
ББК найпоширеніша сьогодні в нашій країні бібліотечна класифікація, її застосовують як універсальні бібліотеки з різним обсягом фондів, так і багато спеціальних бібліотек.
Філософсько-методологічна основа ББК. Як і більшість сучасних класифікацій, ББК ієрархічна комбінаційна система. Головна її відмінність від інших бібліотечно-бібліографічних класифікацій у методологічній основі. Основу ББК становить класифікація наук, побудована за принципами діалектичного матеріалізму, які заклав Ф. Енгельс. Саме він сформулював найважливіші принципи діалектико-матеріалістичної класифікації наук — об'єктивність і розвиток. Ці принципи втілюються в поєднанні наук у класи відповідно до форм руху матерії та розташуванні класів від наук, що вивчають простіші й загальні форми руху матерії, до наук, що досліджують найскладніші та специфічні форми руху.
Ф. Енгельс обґрунтував поділ усіх наук на науки про природу, суспільство і мислення, розробив послідовність природничих наук. Подальший розвиток науки вніс зміни в загальну схему Енгельса, але сам принцип класифікації наук за формами руху матерії зберіг своє значення до нашого часу.
Основний ряд ББК, побудований відповідно до положень діалектико-матеріалістичної класифікації наук, розпочинається циклом наук про природу.
Відділи, розділи і дрібніші ділення основної таблиці будуються, виходячи з цілої низки ознак, які мають різне значення і межі використання.
Систему типових ділень ББК складають загальні типові ділення (ЗТД), територіальні типові ділення (ТТД), етнічні типові ділення (ЕТД), спеціальні типові ділення (СТД) і плани розміщення (ПР).
ББК має індексаційну базу, що складається з великих і малих букв російського алфавіту, арабських цифр, математичних та інших символів.
Основний ряд у таблицях для наукових бібліотек позначається великими буквами від А до Я, в інших варіантах таблиць — цифрами. Усі наступні ступені ділення позначаються цифрами за десятковим принципом. Індексація в ББК структурна з послабленою виразністю [12].

### Універсальна десяткова класифікація (УДК)
УДК використовується в Україні в не переробленому вигляді з 1962 p., коли були створені органи науково-технічної інформації. Відсутність на той час в СРСР єдиної класифікації гальмувала розвиток інформаційної діяльності, що особливо позначалося на науково-технічній інформації. Її почали застосовувати патентні служби, науково-технічні архіви, установи, пов'язані з організацією наукової діяльності тощо. За наших часів УДК набуває великого поширення. Багато технічних бібліотек використовують УДК і в систематизації документів суспільно-економічної тематики, на застосування УДК перейшли бібліографічні установи, зокрема Книжкова палата. Ефективнішому впровадженню УДК в нашій країні сприяє публікація українською мовою еталона класифікації, здійснена Книжковою палатою України. УДК є інтелектуальною власністю Міжнародного консорціуму УДК (англ. UDC Consortium). 
За структурою УДК — ієрархічна комбінаційна класифікаційна система, яка містить основну таблицю, допоміжні таблиці й абетково-предметний покажчик.
Важливою позитивною рисою УДК є її індексація. Індексаційна база однорідна — цифрова. Десятковий принцип побудови індексів складачі УДК запозичили у ДКД. Кожен основний клас поділяється на десять відділів, кожен відділ — на десять детальніших розділів і т. д. Індекси розглядаються як десяткові дроби.
Структура індексації в УДК логічна, кожен наступний знак в індексі відображає рівень класифікації. На першому ступені індекси однозначні, на другому — двозначні, на третьому — тризначні і т. д. Завдяки такій побудові індекси можуть легко розширюватися, деталізуватися і, навпаки, згортатися, стискатися, тому УДК зручна в пошукових масивах різних обсягів.
УДК має розгорнуту систему допоміжних таблиць, які складаються з таблиць загальних визначників, що використовуються в усіх діленнях основної таблиці, і таблиць спеціальних (аналітичних) визначників, що використовуються в межах певних розділів [15].

### Десяткова класифікація М. Дьюї (ДКД)
Десяткова класифікація, була створена американським бібліотекознавцем М. Дьюї. Ця класифікація набула великого поширення в бібліотеках США, дещо пізніше в Англії, а в зміненому вигляді і в бібліотеках багатьох інших країн. М. Дьюї вважав, що наукова основа класифікації не має визначального значення, основну увагу він приділяв техніці, зручності її практичного використання. Тому наукова основа Десяткової класифікації не мала нічого нового порівняно з системами, створеними раніше. У порядку розташування основних ділень можна виявити зв'язок із класифікацією наук Ф. Бекона. Основний ряд класифікації мав десять ділень (класів):
000 Загальний відділ;
100 Філософія;
200 Релігія;
300 Суспільні науки;
400 Філологія;
500 Природничі науки;
600 Прикладні науки (медицина, техніка, сільське господарство);
700 Мистецтво. Спорт;
800 Література і літературознавство;
900 Історія. Географія. Біографії.
М. Дьюї, надаючи великого значення практичній зручності системи, застосував типові закінчення індексів, тобто ділення, створені за однією ознакою, мали в індексі однакові кінцеві знаки. Це був крок до створення комбінаційних класифікаційних систем. Оскільки в Десятковій класифікації багато штучних рішень, нею можна користуватися за допомогою абетково-предметного покажчика, якому М. Дьюї надавав великого значення і який детально розробив.
Десяткова класифікація М. Дьюї (ДКД) і нині найпоширеніша у світі, нею користуються в бібліотеках не лише США, а й ще 134 країн. Вона є однією з ІПМ Всесвітнього зведеного каталогу (OCLC). ДКД витримала десятки видань (21-ше вийшло в 1996 p.), перетворилася в комбінаційну. До неї оперативно вводяться доповнення і виправлення для відображення сучасних тем і проблем, з 1993 р. видання таблиць здійснюється і в електронній формі [6].

### Міжнародна патентна класифікація (МПК)
Патентні документи систематизуються за Міжнародною патентною класифікацією, розробленою Комітетом експертів при Європейській раді і прийнятою в 1954 р. Ця класифікаційна система сприяла уніфікації різних національних систем класифікації винаходів і міжнародному співробітництву в галузі створення уніфікованого довідково-пошукового апарату до патентних фондів, обміну інформацією про винаходи.
Міжнародна класифікація передбачає систематизацію документів за функціональною і галузевою ознаками. У більшості описів винаходів зазначається сфера використання винаходу, і при систематизації документ зараховують до цієї сфери. Якщо ж винахід може застосовуватися в різних галузях, документ систематизують за функціональною ознакою.
За структурою Міжнародна патентна класифікація є ієрархічною перелічувальною системою. Уся сукупність винаходів поділяється на 8 основних розділів, що позначаються великими літерами латинського алфавіту.
Кожен розділ поділяється на класи, які позначаються індексом розділу й двома арабськими цифрами. Таким чином, кожен розділ може містити до 99 класів. Класи, у свою чергу, поділяються на підкласи, які позначаються приголосними малими літерами латинського алфавіту і додаються до індексу класу.
У класах неоднакова кількість підкласів, а деякі складаються навіть з одного підкласу. Назви розділів і класів мають умовний характер і лише приблизно передають їхній зміст, назви ж підкласів чітко вказують на предмет і навіть якоюсь мірою розкривають зміст підкласу. Назви підкласів супроводжуються примітками, які пояснюють зміст ділення і забезпечують прийняття правильних рішень при систематизації.
Кожен підклас складається з окремих рубрик, що називаються групами і підгрупами, а в сукупності це так звані дрібні ділення класифікації. Групи звичайно позначаються непарними числами, а підгрупи — парними.
Міжнародна патентна класифікація постійно вдосконалюється, розвивається, щоб відповідати стану сучасної техніки. Кожні п'ять років до неї вносяться зміни, після чого в різних країнах публікуються чергові редакції системи [6].